# Rendez-vous '87
Rendez-vous '87 byl hokejový dvojzápas, v němž se střetl výběr nejlepších hráčů National Hockey League a sovětská hokejová reprezentace. Konal se v únoru 1987 v Quebec City v rámci tzv. Zimního karnevalu. Přišlo přes patnáct tisíc diváků, zápasy vysílala stanice CBC Television.
Po nezdaru v 1979 Challenge Cupu se vedení kanadského profesionálního hokeje rozhodlo pozvat sovětskou sbornou k odvetě. Tentokrát místo národního týmu Kanady nastoupil výběr NHL, v němž byli také Američané, Švédové a Finové. Trenérem byl Jean Perron z Montreal Canadiens. Dvojice utkání se hrála místo tradičního NHL All-Star Game. Každý ze soupeřů vyhrál jeden zápas, hosté měli lepší skóre 8:7. Nejlepšími hráči série byli vyhlášeni Wayne Gretzky a Valerij Kamenskij.

## První zápas
NHL All Stars -  SSSR  4:3 (1:0, 1:1, 2:2)
11. února 1987 - Quebec City (Colisee de Quebec)

Branky: 1:0 5:23 Kurri (Gretzky, Tikkanen), 2:0 37:00 G. Anderson (M. Lemieux), 3:1 47:03 K. Dineen (Poulin, Hawerchuk), 4:3 58:45 Poulin (M. Lemieux, Wilson) - 2:1 38:42 Kasatonov (Makarov), 3:2 42:03 Bykov (Chomutov, Starikov), 3:3 48:04 Semjonov (Tatarinov, Varnakov).

Rozhodčí: Sergej Morozov (URS) - Ray Scapinello, Ron Finn (CAN)

Vyloučení: 10:30 C. Lemieux, 15:34 Bourque, 32:28 Hawerchuk, 48:18 Tikkanen - 34:37 Kamenskij.

Diváků: 15 398 
NHL All-Stars: Fuhr - Ramsey, Langway, Green, Bourque, Samuelsson, Wilson, Chelios - Anderson, Hawerchuk, Messier, Dineen, Tikkanen, Goulet, Kurri, Muller, Poulin, Sandström, C. Lemieux, M. Lemieux, Gretzky.
SSSR: Bělošejkin - Fetisov, Kasatonov, Starikov, Stělnov, Gusarov, Pěrvuchin, Biljaletdinov, Tatarinov - Krutov, Larionov, Kamenskij, Chomutov, Světlov, Semak, Varnakov, Prjachin, Makarov, Bykov, Chmylev, Semjonov.

## Druhý zápas
NHL All Stars -  SSSR   3:5 (1:0, 0:3, 2:2)
13. února 1987 - Quebec City (Colisee de Quebec)

Branky: 1:0 3:32 Messier (Kurri, Gretzky), 2:3 47:33 Wilson (Gretzky, Goulet), 3:5 59:23  Bourque (M. Lemieux, Gretzky) - 1:1 23:13 Kamenskij (Chomutov, Bykov), 1:2 25:17 Krutov (Fetisov, Larionov), 1:3 39:41 Kamenskij, 2:4 49:13 Krutov (Larionov), 2:5 52:59 Chomutov (Kamenskij). 

Rozhodčí: Dave Newell - Ray Scapinello, Ron Finn (CAN)

Vyloučení: 9:50 Anderson, 11:33 C. Lemieux - 3:22 Němčinov, 9:50 Krutov, 17:04 Fetisov, 46:05 Němčinov, 51:46 Kasatonov, 57:20 Prjachin. 

Diváků: 15 395
NHL All Stars: Fuhr - Ramsey, Langway, Green, Bourque, Samuelsson, Wilson, Chelios, Rochefort - Anderson, Hawerchuk, Messier, Dineen, Tikkanen, Goulet, Kurri, Muller, Poulin, C. Lemieux, M. Lemieux, Gretzky.
SSSR: Bělošejkin - Fetisov, Kasatonov, Starikov, Stělnov, Gusarov, Pervuchin, Biljaletdinov, Tatarinov - Krutov, Larionov, Kamenskij, Chomutov, Světlov, Semak, Prjachin, Makarov, Bykov, Chmylev, Lavrov, Němčinov, Semjonov.

## Hráči, kteří nenastoupili
V obou utkáních byli náhradními brankáři Malarchuk (NHL) a Mylnikov (SSSR). Pro zranění nehráli za NHL Coffey a Howe.